# Pachybrachis
Pachybrachis es un género de escarabajos de hoja, Chrysomelidae, de la tribu Cryptocephalini de la subfamilia Cryptocephalinae y pertenece al grupo de barrenadores de la nuez llamado Camptosomata.

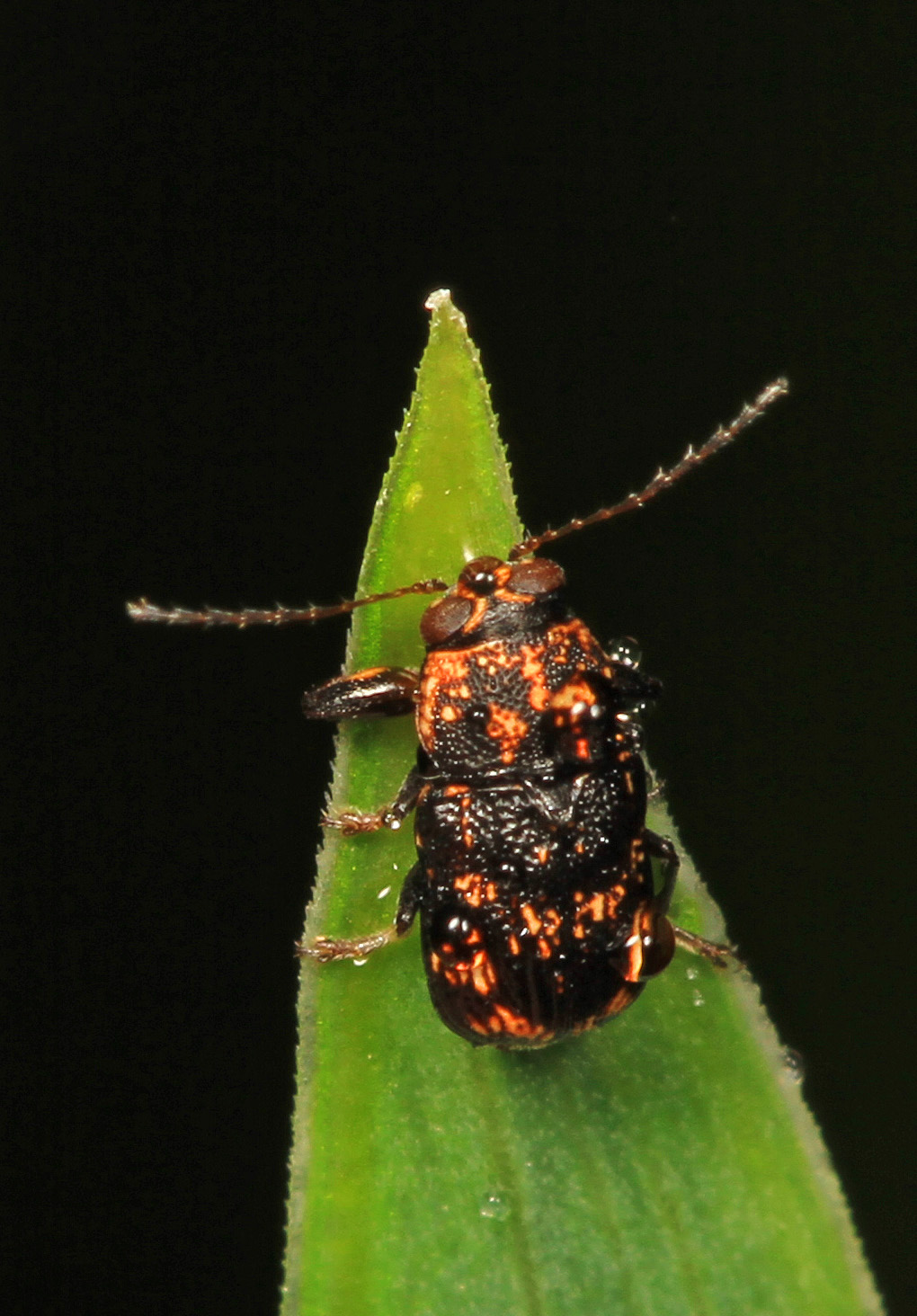
Pachybrachis impurus.

Está compuesto por 350 especies, de las cuales 200 habitan el hemisferio Norte y el resto tiene distribución Paleártica. La mayor cantidad de especies fue descrita en la segunda mitad del siglo XX, particularmente a partir del trabajo de Burlini, quien clasificó más de 50 especies de este género.

## Especies
- Pachybrachis abdominalis Say 1824
- Pachybrachis alacris Fall 1915
- Pachybrachis alticola Fall 1915
- Pachybrachis analis LeConte 1861
- Pachybrachis anoguttatus Suffrian, 1866
- Pachybrachis antigae Weise, 1890
- Pachybrachis arizonensis Bowditch 1909
- Pachybrachis autolycus Fall 1915
- Pachybrachis azureus Suffrian, 1848
- Pachybrachis badius Fall 1915
- Pachybrachis baeticus Weise, 1882
- Pachybrachis bajulus Suffrian 1852
- Pachybrachis bivittatus Say 1824
- Pachybrachis brevicollis LeConte 1880
- Pachybrachis brevicornis Fall 1915
- Pachybrachis brunneus Bowditch 1909
- Pachybrachis bullatus Fall 1915
- Pachybrachis caelatus LeConte 1858
- Pachybrachis calcaratus Fall 1915
- Pachybrachis calidus Fall 1915
- Pachybrachis californicus Fall 1915
- Pachybrachis carbonarius Haldeman 1849
- Pachybrachis carolinensis Bowditch 1910
- Pachybrachis carpathicus Rey, 1883
- Pachybrachis cephalicus Fall 1915
- Pachybrachis chaoticus Fall 1915
- Pachybrachis cinctus Suffrian, 1848
- Pachybrachis circumcinctus Crotch 1874
- Pachybrachis coloradensis Bowditch 1909
- Pachybrachis confederatus Fall 1915
- Pachybrachis conformis Suffrian	1852
- Pachybrachis confusus Bowditch 1909
- Pachybrachis connexus Fall 1915
- Pachybrachis consimilis Fall 1915
- Pachybrachis conspirator Fall 1915
- Pachybrachis contractifrons Fall 1915
- Pachybrachis convictus Fall 1915
- Pachybrachis crassus Bowditch 1909
- Pachybrachis creticus Weise, 1886
- Pachybrachis cribricollis Pic, 1907
- Pachybrachis croftus Bowditch 1909
- Pachybrachis cruentus LeConte 1880
- Pachybrachis cylindricus Bowditch 1909
- Pachybrachis delumbis Fall 1915
- Pachybrachis densus Bowditch 1909
- Pachybrachis desertus Fall 1915
- Pachybrachis dilatatus Suffrian 1852
- Pachybrachis discoideus Bowditch 1909
- Pachybrachis diversus Fall 1915
- Pachybrachis donneri Crotch 1874
- Pachybrachis dubiosus LeConte 1880
- Pachybrachis duryi Fall 1915
- Pachybrachis elegans Graells, 1851
- Pachybrachis excisus Weise, 1887
- Pachybrachis exclusus Rey, 1883
- Pachybrachis falli Leng 1920
- Pachybrachis femoratus Olivier 1808
- Pachybrachis flexuosus Weise, 1882
- Pachybrachis fortis Fall 1915
- Pachybrachis fractus Fall 1915
- Pachybrachis fulvipes Suffrian, 1848
- Pachybrachis fuscipes Fall 1915
- Pachybrachis gracilipes Fall 1915
- Pachybrachis haematodes Suffrian 1852
- Pachybrachis hepaticus Melsheimer 1847
- Pachybrachis hybridus Suffrian 1852
- Pachybrachis illectus Fall 1915
- Pachybrachis immaculatus Jacoby 1889
- Pachybrachis impurus Suffrian 1852
- Pachybrachis infaustus Haldeman 1849
- Pachybrachis insidiosus Fall 1915
- Pachybrachis integratus Fall 1915
- Pachybrachis jacobyi Bowditch 1909
- Pachybrachis karamani Weise, 1893
- Pachybrachis korbi Weise, 1891
- Pachybrachis kraatzi Weise, 1882
- Pachybrachis lachrymosus Fall 1915
- Pachybrachis laetificus Marseul, 1875
- Pachybrachis laevis Bowditch 1909
- Pachybrachis latithorax Clavareau 1913
- Pachybrachis liebecki Fall 1915
- Pachybrachis limbatus Ménétriés, 1836
- Pachybrachis lineolatus Suffrian, 1848
- Pachybrachis litigiosus Suffrian 1852
- Pachybrachis livens LeConte 1858
- Pachybrachis lodingi Bowditch 1909
- Pachybrachis longus Bowditch 1909
- Pachybrachis luctuosus Suffrian 1858
- Pachybrachis luridus Fabricius 1798
- Pachybrachis lustrans LeConte 1880
- Pachybrachis m-nigrum Melsheimer 1847
- Pachybrachis macronychus Fall 1915
- Pachybrachis marginatus Bowditch 1909
- Pachybrachis marginipennis Bowditch 1909
- Pachybrachis marmoratus Jacoby 1889
- Pachybrachis melanostictus Suffrian 1852
- Pachybrachis mellitus Bowditch 1909
- Pachybrachis mercurialis Fall 1915
- Pachybrachis microps Fall 1915
- Pachybrachis minor Bowditch 1909
- Pachybrachis mitis Fall 1915
- Pachybrachis mobilis Fall 1915
- Pachybrachis morosus Haldeman 1849
- Pachybrachis nero Bowditch 1909
- Pachybrachis nigropunctatus Suffrian, 1854
- Pachybrachis nigricornis Say 1824
- Pachybrachis nobilis Fall 1915
- Pachybrachis nogalicus Fall 1915
- Pachybrachis notatus Bowditch 1910
- Pachybrachis nubigenus Fall 1915
- Pachybrachis nubilus Bowditch 1909
- Pachybrachis nunenmacheri Fall 1915
- Pachybrachis obfuscatus Fall 1915
- Pachybrachis obsoletus Suffrian 1852
- Pachybrachis osceola Fall 1915
- Pachybrachis othonus Say 1825
- Pachybrachis pallidulus Suffrian, 1851
- Pachybrachis parvinotatus Fall 1915
- Pachybrachis pawnee Fall 1915
- Pachybrachis peccans Suffrian 1852
- Pachybrachis pectoralis Melsheimer 1847
- Pachybrachis petronius Fall 1915
- Pachybrachis picturatus Germar 1824
- Pachybrachis picus Weise, 1882
- Pachybrachis pinguescens Fall 1915
- Pachybrachis placidus Fall 1915
- Pachybrachis pluripunctatus Fall 1915
- Pachybrachis postfasciatus Fall 1915
- Pachybrachis pradensis Marseul, 1875
- Pachybrachis praeclarus Weise 1913
- Pachybrachis precarius Fall 1915
- Pachybrachis prosopis Fall 1915
- Pachybrachis proximus Bowditch 1909
- Pachybrachis pteromelas Graells, 1858
- Pachybrachis pulvinatus Suffrian 1852
- Pachybrachis punctatus Bowditch 1909
- Pachybrachis punicus Fall 1915
- Pachybrachis purus Fall	1915
- Pachybrachis pusillus Bowditch 1909
- Pachybrachis quadratus Fall 1915
- Pachybrachis quadrioculatus Fall 1915
- Pachybrachis regius Schaufuss, 1862
- Pachybrachis relictus Fall 1915
- Pachybrachis roboris Fall 1915
- Pachybrachis rugifer Abeille, 1904
- Pachybrachis sanrita Bowditch  1909
- Pachybrachis scripticollis Faldermann, 1837
- Pachybrachis scriptidorsum Marseul, 1875
- Pachybrachis scriptus Herrich-Schaeffer, 1838
- Pachybrachis siculus Weise, 1891
- Pachybrachis signatifrons Mannerheim 1843
- Pachybrachis signatus Bowditch 1909
- Pachybrachis simius Marseul, 1875
- Pachybrachis sinuatus Mulsant & Rey, 1859
- Pachybrachis snowi Bowditch 1909
- Pachybrachis sonorensis Jacoby 1889
- Pachybrachis spumarius Suffrian 1852
- Pachybrachis stygicus Fall 1915
- Pachybrachis subfasciatus Leconte 1824
- Pachybrachis sublimatus Fall 1915
- Pachybrachis subvittatus LeConte 1880
- Pachybrachis suffrianii Schaufuss, 1862
- Pachybrachis tacitus Fall 1915
- Pachybrachis terminalis Suffrian, 1849
- Pachybrachis tessellatus Olivier, 1791
- Pachybrachis testaceus Perris, 1865
- Pachybrachis texanus Bowditch 1909
- Pachybrachis thoracicus Jacoby 1889
- Pachybrachis tridens Melsheimer 1847
- Pachybrachis trinotatus Melsheimer 1847
- Pachybrachis truncatus Bowditch 1909
- Pachybrachis tumidus Bowditch 1909
- Pachybrachis turbidus LeConte 1880
- Pachybrachis turgidicollis Fall 1915
- Pachybrachis tybeensis Fall 1915
- Pachybrachis umbraculatus Suffrian 1852
- Pachybrachis uncinatus Fall 1915
- Pachybrachis uteanus Fall 1915
- Pachybrachis vacillatus Fall 1915
- Pachybrachis varians Bowditch 1909
- Pachybrachis varicolor Suffrian 1852
- Pachybrachis vau Fall 1915
- Pachybrachis vermicularis Suffrian, 1854
- Pachybrachis vestigialis Fall 1915
- Pachybrachis viduatus Fabricius 1801
- Pachybrachis virgatus LeConte 1880
- Pachybrachis vulnerosus Fall 1915
- Pachybrachis wenzeli Fall 1915
- Pachybrachis wickhami Bowditch 1909
- Pachybrachis xantholucens Fall 1915
- Pachybrachis xanti Crotch 1873

### Posteriores a 1950
- Pachybrachis absinthii Lopatin, 1990
- Pachybrachis additus Lopatin, 1991
- Pachybrachis alcantarensis De la Rosa, 2012
- Pachybrachis alpinus Rapilly, 1982
- Pachybrachis anatolicus Lopatin, 1985
- Pachybrachis aragonicus Tempère & Rapilly, 1981
- Pachybrachis boreopersicus Lopatin, 1991
- Pachybrachis burlinii Daccordi & Ruffo, 1971
- Pachybrachis canigouensis Lambelet, 2005
- Pachybrachis catalonicus Burlini, 1968
- Pachybrachis cordatus Sassi & Schoeller, 2003
- Pachybrachis danieli Burlini, 1968
- Pachybrachis dimorphus Medvedev, 1978
- Pachybrachis fraudator Lopatin, 1991
- Pachybrachis fraudolentus Müller, 1955
- Pachybrachis freidbergi Lopatin, 1994
- Pachybrachis freyi Burlini, 1957
- Pachybrachis heptapotamicus Lopatin, 1997
- Pachybrachis jastschenkoi Lopatin, 1995
- Pachybrachis jordanicus Lopatin, 1984
- Pachybrachis kaplini Lopatin, 1986
- Pachybrachis koktumensis Lopatin, 1991
- Pachybrachis korotjaevi Lopatin, 1995
- Pachybrachis leonardii Sassi & Schöller, 2003
- Pachybrachis lindbergi Burlini, 1963
- Pachybrachis lopatini Medvedev & Rybakova, 1980
- Pachybrachis marki Lopatin, 1997
- Pachybrachis mitjaevi Lopatin & Kulenova, 1982
- Pachybrachis mogol Lopatin, 1986
- Pachybrachis mongolensis Medvedev & Rybakova, 1980
- Pachybrachis petitpierrei Daccordi, 1976
- Pachybrachis planifrons Wagner, 1972
- Pachybrachis potanini Medvedev & Rybakova, 1980
- Pachybrachis pudicus Lopatin, 1984
- Pachybrachis rapillyi Lopatin, 1984
- Pachybrachis rondanus Burlini, 1968
- Pachybrachis ruffoi Burlini, 1956
- Pachybrachis salfii Lopatin, 1984
- Pachybrachis saudicus Lopatin, 1979
- Pachybrachis semidesertus Lopatin en Lopatin & Konstantinov, 1994
- Pachybrachis sinkianensis Lopatin, 1995
- Pachybrachis steinhauseni Schoeller, 2005
- Pachybrachis tekensis Lopatin, 1983
- Pachybrachis velarum Warchalowski, 1998
- Pachybrachis viedmai Burlini, 1968